# آبه تاداآکی
آبه تاداآکی (به ژاپنی: 阿部 忠秋 Abe Tadaaki); ۴ سپتامبر ۱۶۰۲ – ۲۵ ژوئن ۱۶۷۵) سیاستمدار و روجو در دوره ادو اهل ژاپن بود.